# Мальта (Нью-Йорк)
Мальта (англ. Malta) — місто (англ. town) в США, в окрузі Саратога штату Нью-Йорк. Населення — 17 130 осіб (2020).

## Демографія
Згідно з переписом 2010 року, у місті мешкало 14 765 осіб у 6318 домогосподарствах у складі 3947 родин. Було 6821 помешкання
Расовий склад населення:
| - 95,3 % — білих - 1,3 % — азіатів - 1,2 % — чорних або афроамериканців - 0,3 % — корінних американців |

До двох чи більше рас належало 1,4 %. Частка іспаномовних становила 2,5 % від усіх жителів.
За віковим діапазоном населення розподілялося таким чином: 21,8 % — особи молодші 18 років, 65,8 % — особи у віці 18—64 років, 12,4 % — особи у віці 65 років та старші. Медіана віку мешканця становила 40,7 року. На 100 осіб жіночої статі у місті припадало 98,6 чоловіків;  на 100 жінок у віці від 18 років та старших — 96,5 чоловіків також старших 18 років.
Середній дохід на одне домашнє господарство  становив 103 286 доларів США (медіана — 87 188), а середній дохід на одну сім'ю — 120 411 долар (медіана — 105 124). Медіана доходів становила 72 317 доларів для чоловіків та 52 412 долари для жінок. За межею бідності перебувало 3,0 % осіб, у тому числі 2,8 % дітей у віці до 18 років та 2,9 % осіб у віці 65 років та старших.
Цивільне працевлаштоване населення становило 8551 особа. Основні галузі зайнятості: освіта, охорона здоров'я та соціальна допомога — 18,6 %, науковці, спеціалісти, менеджери — 13,6 %, роздрібна торгівля — 12,9 %.